# Quaco
Quaco (spreek uit: Kwakoe) of Willem Stedman (Guinee, 1762 – Nederlands-Indië, na 1795) is een tot slaaf gemaakte die in 18e eeuw grote delen van het Nederlandse koloniale rijk heeft leren kennen. Zijn levensreis behelsde de continenten Afrika, Amerika, Europa en Azië. In Nederland verbleef hij onder meer in Zutphen, Bergen op Zoom, Rozendaal en Asten. 

## West-Afrika
Quaco werd rond 1762 geboren 'ergens in West-Afrika in een dorp bij een rivier'. Op 8-jarige leeftijd wordt hij door Afrikaanse mensenhandelaren ontvoerd. Terwijl zijn broer achterblijft in een fort aan de kust bij Guinee, wordt Quaco verkocht aan de kapitein van een Nederlands WIC-schip. 

## Suriname
Eenmaal in Paramaribo (Suriname) wordt Quaco aangekocht door Walter Kennedy (†1776), een Schotse plantagehouder en bestuurder. Deze leent Quaco in 1773 uit aan de Schots-Nederlandse legerkapitein John Gabriel Stedman, om hem als lijfknecht te dienen. Quaco is op dat moment 11 of 12 jaar oud. 
Quaco vergezelde Stedman bij diens militaire operatie(s) tegen de marrons in het binnenland van Suriname (Boni-oorlogen). In 1775 wordt Quaco dan door Stedman aangekocht en in 1777 meegenomen naar Nederland.

## De Nederlanden
Stedman meldt zich in 's-Hertogenbosch bij zijn oude regiment. Als hij wordt ingekwartierd in Den Haag brengt Stedman Quaco onder in Zutphen bij zijn broer William George. In Zutphen gaat Quaco voor het eerst naar school. 
In 1778 verhuist Quaco met Stedman naar Bergen op Zoom, van waaruit hij met zijn 'master' bezoeken brengt aan onder meer Antwerpen, Mechelen en Brussel. Na de wettelijke termijn van 1 jaar en 6 weken krijgt Quaco op 10 juli 1778 zijn formele 'vrijheid'. 
Wanneer Stedman -inmiddels majoor- in 1781 wordt overgeplaatst naar Namen geeft hij Quaco echter cadeau aan een barones bij wie hij schulden had uitstaan (Eusebia Jacbo de Rode van Heeckeren, 1740-1793). Dit 'met zijn instemming' aldus Stedman. Quaco komt dan te wonen op een kasteel in Rosendael (Gelderland), waar hij als butler dient.  In 1785 wordt Guaco in de kerk van dat kasteel gedoopt onder de naam Willem Stidtman, met als beschrijving 'Afrikaansche Moor'. In een latere brief wordt hij aangeduid als 'Swarte Willem'. 'Willem' verwijst waarschijnlijk naar Johns broer William, maar mogelijk ook naar stadhouder Willem V, wiens kasteel Het Loo grensde aan het landgoed van de barones. 
In 1790 verhuist Quaco opnieuw en wordt bediende op het jachtkasteel van de heer van Rosendael (baron Assueer Jan Torck, 1733-1793) in het Brabantse Asten.

## Nederlands-Indië
Na te zijn ontslagen bij de baron wordt Quaco in 1792 te werk gesteld op het VOC-schip D’IJsselmonde. Met dit fregat vaart Quaco, via de kust van West-Afrika, naar Nederlands-Indië (Batavia), waar hij in augustus 1793 arriveert. Mogelijk is hij in de Indische Archipel nog twee jaar als matroos werkzaam geweest tot het einde van zijn contract bij de VOC in 1795. Hoe het Quaco, toen ongeveer 33 jaar oud, verder is vergaan is niet bekend. 